# 森見徳治
森見 徳治（もりみ とくじ、1922年4月29日 - 2003年3月16日）は、日本の経営者。ミニストップ社長を務めた。京都府出身。

## 経歴
1942年に大阪商科大学高商部を経て、1944年に京都帝国大学文学部を中退。1950年に蝶理取締役に就任し、1972年5月から1975年5月までに常務を務め、1975年10月にジャスコに転じ、1979年5月に取締役を経て、1980年5月から1983年5月までにミニストップ社長を務めた。
2003年3月16日肺癌のために死去。80歳没。